# 科莱斯现代希腊与拜占庭历史、语言、文学教授席位
科莱斯现代希腊与拜占庭历史、语言、文学教授席位（英语：Koraes Professor of Modern Greek and Byzantine History, Language and Literature）是伦敦国王学院古典系的一个教授席位。该席位创立于1918年，使得该校成为英国乃至全世界古希腊历史文化研究的一大中心。
该教席是在盎格鲁-希腊联盟组织和时任希腊首相、伦敦国王学院校长罗纳德·布劳斯的密友埃莱夫塞里奥斯·韦尼泽洛斯的倡导下设立的。布劳斯本人就是一位有名的古典学者与哲学家。
“科莱斯”这个名字旨在纪念希腊著名学者阿扎曼蒂奥斯·科莱斯，他参与希腊的启蒙运动与独立运动，在现代希腊语言文学方面有很大贡献。

## 科莱斯教授列表
- 1919–1924：阿诺尔德·约瑟夫·汤因比
- 1926–1943：F.H.马歇尔（F. H. Marshall）
- 1946–1960：罗米利·詹金斯（英语：Romilly Jenkins）
- 1963–1968：西里尔·曼戈
- 1970–1988：唐纳德·尼科尔
- 1988–2018：罗德里克·比顿（英语：Roderick Beaton）
- 2018–：贡达·范斯蒂恩（英语：Gonda Van Steen）[5]